# 云南银钩花
云南银钩花（学名：Mitrephora wangii）为番荔枝科银钩花属的植物，为中国的特有植物。分布于中国大陆的云南等地，生长于海拔600米至1,600米的地区，多生长在山谷密林中，目前尚未由人工引种栽培。